# クリスチアーノ・ガルシア・ヌネス
クリスチアーノこと、クリスチアーノ・ガルシア・ヌネス（葡: CRISTIANO Garcia Nunes、1973年10月19日 - ）は、ブラジル・サンパウロ州出身のサッカー指導者、元サッカー選手。

## 来歴
1991年にグアラニFCでのプレーを終えて以後、若くしてフィジカルコーチへ転身。
AAポンチ・プレッタ育成年代の各カテゴリーで経験を積んだ後、1997年より同クラブのトップチームを担当。2003年に同チームの監督となったアベウ・ブラガと行動を共にするようになり、2004年にはCRフラメンゴ、2005年にはフルミネンセFCへと移った。
2006年、アレッシャンドレ・ガーロと共に訪日し、Jリーグ・FC東京のフィジカルコーチに就任。同年8月、ガーロの監督退任に併せて離日。2007年は古巣ポンチ・プレッタへ戻ったが、2008年にガーロからの招聘を受けフィゲイレンセFC、アトレチコ・ミネイロのフィジカルコーチに就いた。
その後はブラガの下、アル・ジャジーラ・クラブやフルミネンセFCで活動し、2011年のUAEリーグ及び2012年のブラジル全国選手権優勝に貢献した。
2013年にはガーロの下でアンダー世代のブラジル代表を指導。
2014年から2015年にかけてはブラガの下、インテルナシオナルやUAEのクラブで活動。
2017年、Jリーグ・ヴィッセル神戸フィジカルコーチに就任。シーズン終了後に退任した。

## 所属クラブ
- 1990年 - 1991年  グアラニFC

## 個人成績
| クラブ成績 | クラブ成績 | クラブ成績 | リーグ | リーグ | カップ     | カップ     | リーグ杯 | リーグ杯 | 国際大会 | 国際大会 | 通算 | 通算 |
| シーズン   | クラブ     | リーグ     | 出場   | 得点   | 出場       | 得点       | 出場     | 得点     | 出場     | 得点     | 出場 | 得点 |
| ブラジル   | ブラジル   | ブラジル   | リーグ | リーグ | ブラジル杯 | ブラジル杯 | リーグ杯 | リーグ杯 | 南米     | 南米     | 通算 | 通算 |
| ---------- | ---------- | ---------- | ------ | ------ | ---------- | ---------- | -------- | -------- | -------- | -------- | ---- | ---- |
| 1990       | グアラニ   |            |        |        |            |            |          |          |          |          |      |      |
| 1991       | グアラニ   |            |        |        |            |            |          |          |          |          |      |      |
| 総通算     |            |            |        |        |            |            |          |          |          |          |      |      |

## 指導歴
- 1992年 - 1996年  AAポンチ・プレッタ 育成部 (U-15,17,20)[1]
- 1997年 - 2004年1月  AAポンチ・プレッタ[1]
- 2004年4月 -  CRフラメンゴ[1]
- 2005年  フルミネンセFC[1]
- 2006年1月 - 8月  FC東京
- 2006年 - 2007年  AAポンチ・プレッタ : テクニカルディレクター[2]
- 2008年  フィゲイレンセFC[2]
- 2008年  アトレチコ・ミネイロ[2]
- 2008年 - 2011年  アル・ジャジーラ・クラブ[2]
- 2011年 - 2013年  フルミネンセFC[2]
- 2013年  U-17ブラジル代表[2]
- 2014年  SCインテルナシオナル[2]
- 2015年  アル・ワフダ・アブダビ[2]
- 2015年  アル・ジャジーラ・クラブ[2]
- 2016年  AAポンチ・プレッタ : テクニカルコーディネーター[2]
- 2017年  ヴィッセル神戸

※役職の記述が無い箇所は、全てフィジカルコーチ。